# Le Méjan (quartier d'Arles)
Pour les articles homonymes, voir Méjan.

Carte d'Arles en 2008.

Le Méjan est un quartier de la ville d'Arles.

## Description

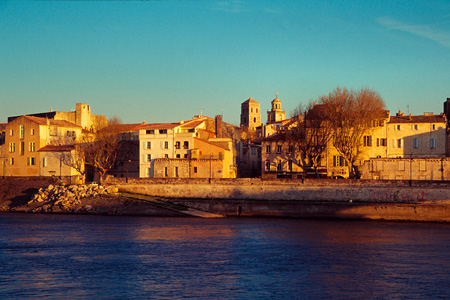
Quartier du Méjan - Le Méjan et ses quais, vus du Rhône

Le quartier d'Arles du Méjan (« du milieu ») situé entre les quartiers de la Cité à l’est et au sud, de la Roquette à l’ouest et du Rhône au nord occupe une surface limitée du centre de la ville; son habitat se distingue peu des quartiers voisins et ne possède pas d'identité historique très marquée.

## Histoire

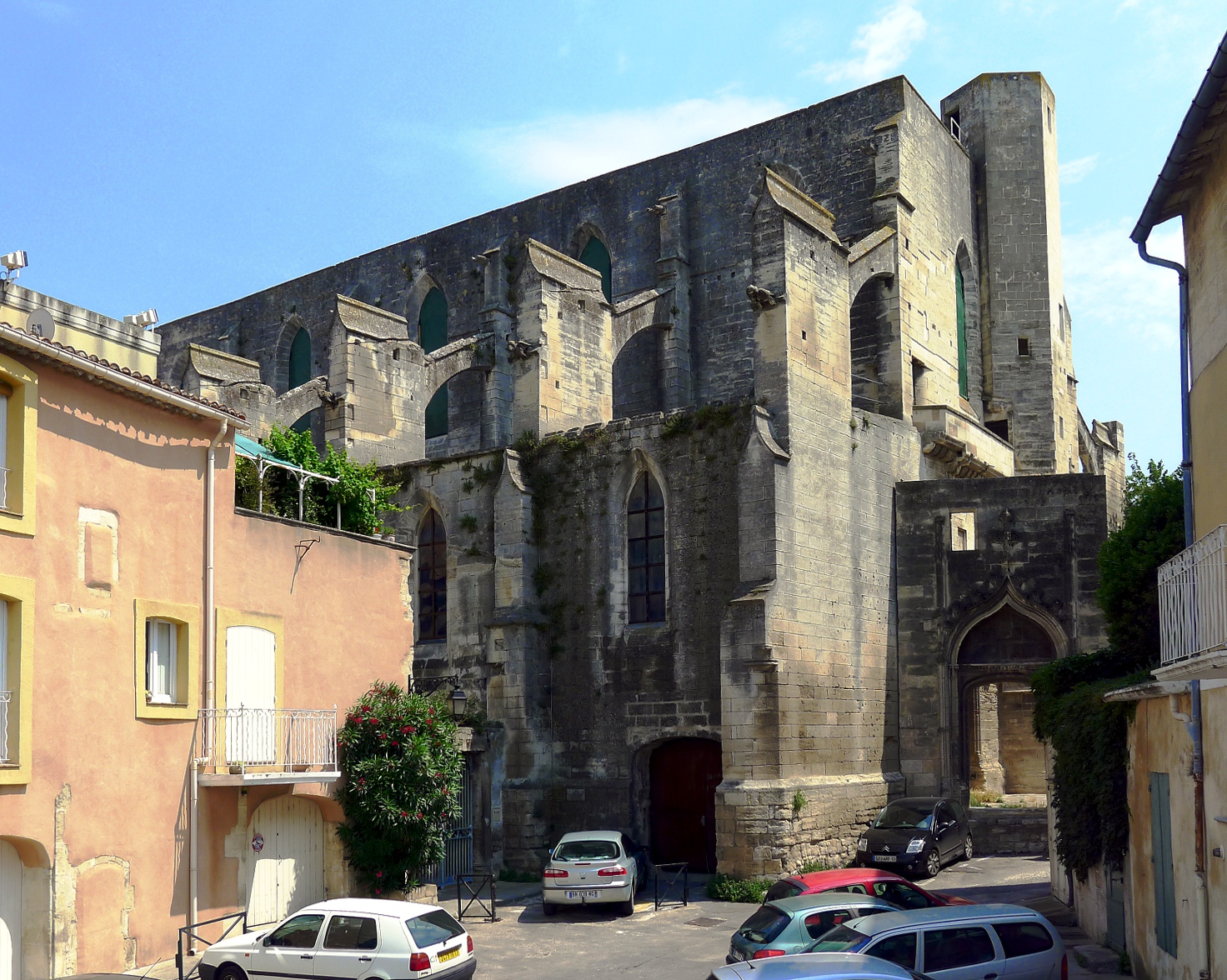
Église des Dominicains.

Son histoire remonte à la renaissance médiévale de la ville. Au début du XIIe siècle, zone intermédiaire entre les habitants du nouveau quartier le Bourg-Neuf (le quartier actuel de la Roquette) dépendant des Porcelet et de ceux de la Cité, il est l’objet d’un conflit armé. 
Le Bourg initialement vainqueur annexe ce quartier dans ses propres fortifications avant que le Bourg lui-même ne soit intégré à la ville à la fin du XIIe siècle. 
Autour de la paroisse Saint-Martin, c’est un quartier commerçant avec ses marchands, notamment Toscans, ses quais où arrivent les bateaux qui descendent le Rhône et ses Juifs. Il abrite en effet la juiverie de la cité jusqu’au début du XVIe siècle, date à laquelle ceux-ci sont chassés de Provence en 1501. C’est également dans ce quartier que s’installe l’ordre mendiant des Dominicains qui y bâtissent un monument remarquable, l’église des Dominicains, le plus vaste édifice gothique de la ville.
Aujourd’hui, avec l’arrivée de la maison des éditions Actes Sud, le quartier a pris une orientation culturelle. Le quartier du Méjan s’inscrit également dans le périmètre du secteur sauvegardé.

## Lieux et monuments
- Église Saint-Martin d'Arles